# Super Hero (canção)
Super Hero é uma canção gravada pela boy band sul-coreana VIXX. Foi lançada fisicamente e, como single digital em 24 de maio de 2012 pela Jellyfish Entertainment. A música serviu como single de estréia do grupo. "Super Hero" foi escrita e composta por Lee Ki Won (aka Kiggen), o líder do trio de hip-hop Phantom. Rapper do VIXX, Ravi também participou na criação da música por escrever o rap para "Super Hero".

## Antecedentes e lançamento
Em 15 de maio, a Jellyfish lançou um vídeo teaser do VIXX no canal oficial do grupo no YouTube.

## Composição e tema
A canção de estreia do VIXX, "Super Hero" faz uso de sons de sintetizadores modernos e melodias pop viciantes. Ela foi composta pelo rapper Kiggen, o guitarrista Brent Paschke e o produtor musical Drew Ryan Scott. O synth-pop, quase de volta-para-o-futuro do som em "Super Hero" complementa o otimismo flutuante do refrão: "O mundo que queremos é todo teu / Posso fazer qualquer coisa, o que você quer? / Confie em mim, oh Eu vou proteger você, garota."

## Promoções
O grupo começou a promover em 24 de maio de 2012 e eles tiveram a sua estreia no palco do M! Countdown. Eles seguiram essa promoção em vários programas de música, incluindo Music Bank, Show! Music Core, Inkigayo e Show Champion.
Eles acabaram as promoções da canção realizando um remix de "Super Hero" em seus estágios de adeus de 1 a 13 de julho de 2012.

## Vídeo musical

### Antecedentes
O vídeo musical da canção foi dirigido por Hong Won Ki do Zanybros.

## Lista de faixas
| N.º            | Título                      | Letras                | Música                                    | Duração |  |
| 1.             | "Super Hero"                | Kiggen, Ravi          | Kiggen, Brent Paschke, Jimmy Richard Drew | 3:30    |  |
| 2.             | "Starlight"                 | Jeong Hye Young, Ravi | Andreas Oberg, Erik Lidbom e Jona Nilsson | 3:41    |  |
| 3.             | "Super Hero" (Instrumental) |                       | Kiggen, Brent Paschke, Jimmy Richard Drew | 3:30    |  |
| Duração total: | Duração total:              | Duração total:        | Duração total:                            | 10:41   |  |

## Créditos
- VIXX - Vocais
  - Cha Hakyeon (N) - vocal de liderança, vocal de apoio
  - Jung Taekwoon (Leo) - vocal principal, vocal de apoio
  - Lee Jaehwan (Ken) - vocal principal, vocal de apoio
  - Kim Wonsik (Ravi) - rap, composição
  - Lee Hongbin - vocais
  - Han Sanghyuk - vocais
- Kiggen - composição, produção, música
- Brent Paschke - produção, música
- Jimmy Richard Drew - produção, música

## Desempenho nas paradas
| País          | Gráfico                      | Melhores posições |
| ------------- | ---------------------------- | ----------------- |
| Coreia do Sul | Gaon Singles Chart           | 112               |
| Coreia do Sul | Gaon Streaming Singles chart | 112               |
| Coreia do Sul | Gaon Monthly Singles chart   | 185               |

## Histórico de lançamento
| País          | Data               | Formato              | Gravadora               |
| ------------- | ------------------ | -------------------- | ----------------------- |
| Mundialmente  | 24 de maio de 2012 | CD, Download digital | Jellyfish Entertainment |
| Coreia do Sul | 24 de maio de 2012 | CD, Download digital | Jellyfish Entertainment |